# Сливкин, Андрей Иванович
Андрей Иванович Сливкин (29 августа 1921 — 2005) — передовик советского сельского хозяйства, старший ветеринарный врач племенного молочного совхоза «Омский» № 54 Министерства совхозов СССР, Омский район, Омской области, Герой Социалистического Труда (1949).

## Биография
Родился 29 августа 1921 года в селе Бычково Сараевского района, ныне Рязанской области, в крестьянской семье. В 1927 году вся семья покинула родные места и переехала в Сибирь, поселились в городе Степняк. В 1939 году завершил обучение в средней общеобразовательной школе и поступил в высшее учебное заведение. В 1944 году успешно завершил обучение в Омском ветеринарном институте.
После завершения обучение в ВУЗе начал свою трудовую деятельность ветеринарным врачом Каргатского районного земельного отдела Новосибирской области. В апреле 1946 года был направлен на работу в Омскую область. Стал трудиться главным ветеринарным врачом племсовхоза "Омский". По инициативе Сливкина племсовхоз выстроили целую ферму для выращивания молодняка. Всю свою работу Андрей Иванович выстраивал совместно с научно-преподавательским составом Омского ветеринарного института. Проделал огромную работу по созданию условий для содержания и питания молочного скота.
Огромная работа ветеринара принесла свои результаты. В 1947 году в совхозе от 64 коров было получено 6059 кг молока с содержанием 215 килограммов жира в среднем от одной головы за год.
За получение высокой продуктивности животноводства в 1948 году при выполнении совхозом плана сдачи государству продуктов животноводства и полеводства, Указом Президиума Верховного Совета СССР от 1 декабря 1949 года Андрею Ивановичу Сливкину было присвоено звание Героя Социалистического Труда с вручением ордена Ленина и золотой медали «Серп и Молот».
До марта 1952 года продолжал работать в совхозе. Затем был направлен в Архангельскую область. С апреля 1952 года стал работать главным ветеринарным врачом Холмогорского племсовхоза. С марта 1959 года по сентябрь 1965 года трудился директором данного хозяйства.
В сентябре 1965 года перешёл на работу в органы управления - стал работать на должности заместителя начальника Архангельского управления сельского хозяйства. С марта 1969 по 1974 год работал директором Архангельского треста "Птицепром", после до 1981 года трудился начальником технологического отдела проектного института "Архколхозпроект Росколхозстройобъединение". С 1983 года пенсионер Всесоюзного значения.
С 1984 года проживал в городе Мариуполе Донецкой области. Умер в 2005 году.  

## Награды
За трудовые успехи удостоен:
- золотая звезда «Серп и Молот» (01.12.1949),
- два ордена Ленина (один 01.12.1949),
- Медаль «За трудовую доблесть»,
- Медаль «За трудовое отличие»,
- другие медали.